# ジョヴァンニ・バリオーネ
ジョヴァンニ・バリオーネ（Giovanni Baglione、1566年 - 1643年12月30日）はイタリアの画家、著述家である。16世紀後半から17世紀前半の画家たちの伝記、「Le Vite de' pittori, scultori, et architetti. Dal pontificato di Gregorio XIII del 1572 in fino a’ tempi di Papa Urbano Ottavo nel 1642（1572年の教皇グレゴリウス13世の時代から、1642年の教皇ウルバヌス8世の時代までの画家、彫刻家、建築家の生涯）」などの作者として知られる。カラヴァッジョ(1571-1610)との裁判のエピソードでも知られている。

## 略歴
ローマで生まれた。ペルージャの貴族の出身であると自称していた。ほとんど知られていないフィレンツェ出身のフランチェスコ・モレリという画家の教えを受けた。ローマやナポリで働き、1600年にジュゼッペ・チェーザリ(別名:カヴァリエーレ・ダルピーノ)と協力してサン・ジョバンニ・イン・ラテラノ大聖堂の装飾の仕事をした。
カラヴァッジオは1590年代の初めにローマに移ってきて、チェーザリの工房で働いた後、独立して、新しいスタイルの絵画が人気を集めるようになった。バリオーネもそのスタイルに影響を受けて作品を描くようになった。カラバッジョとバリオーネはローマの教会祭壇画の注文を争った後、1603年に、カラヴァッジオとその仲間がバリオーネを中傷するビラをまいたとして裁判で争った。
1610年代にはアンニーバレ・カラッチ(1560-1609)を代表とする「ボローニャ派」の画家たちの影響を受けた。
1621年から1622年の間はマントヴァ公国のフェルディナンド1世の宮廷画家としてマントヴァで過ごし、マントヴァにあったヴェネツィア絵画のコレクションから影響を受けた。その後再びローマで働き、ローマで没した。
1593年から亡くなるまで、ローマのアカデミア・ディ・サン・ルカのメンバーであり、3回、会長を務めた。

## 作品

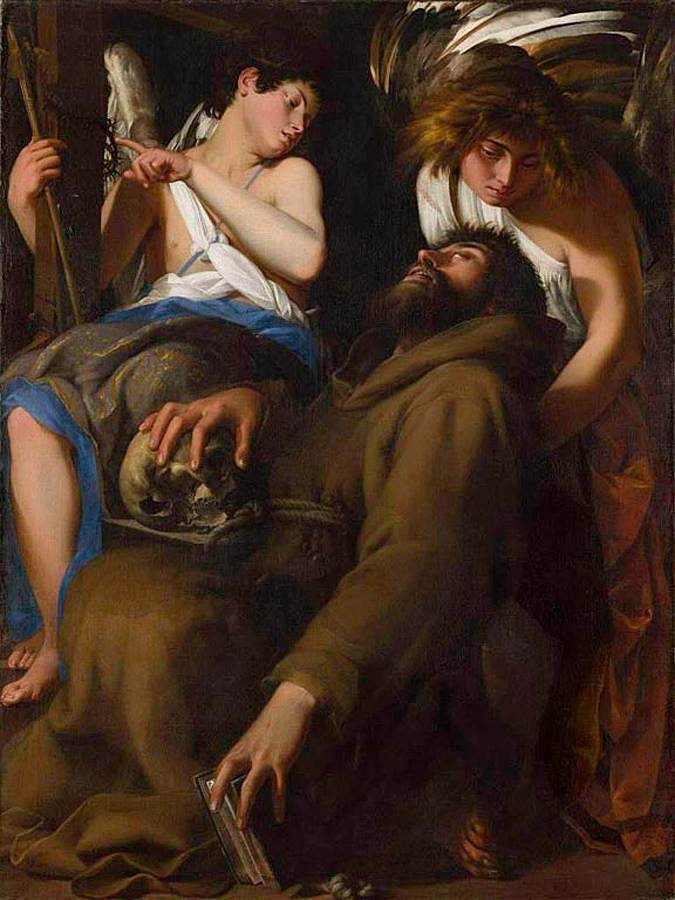
Saint Francois d'Assise en extase, 1601, シカゴ美術館
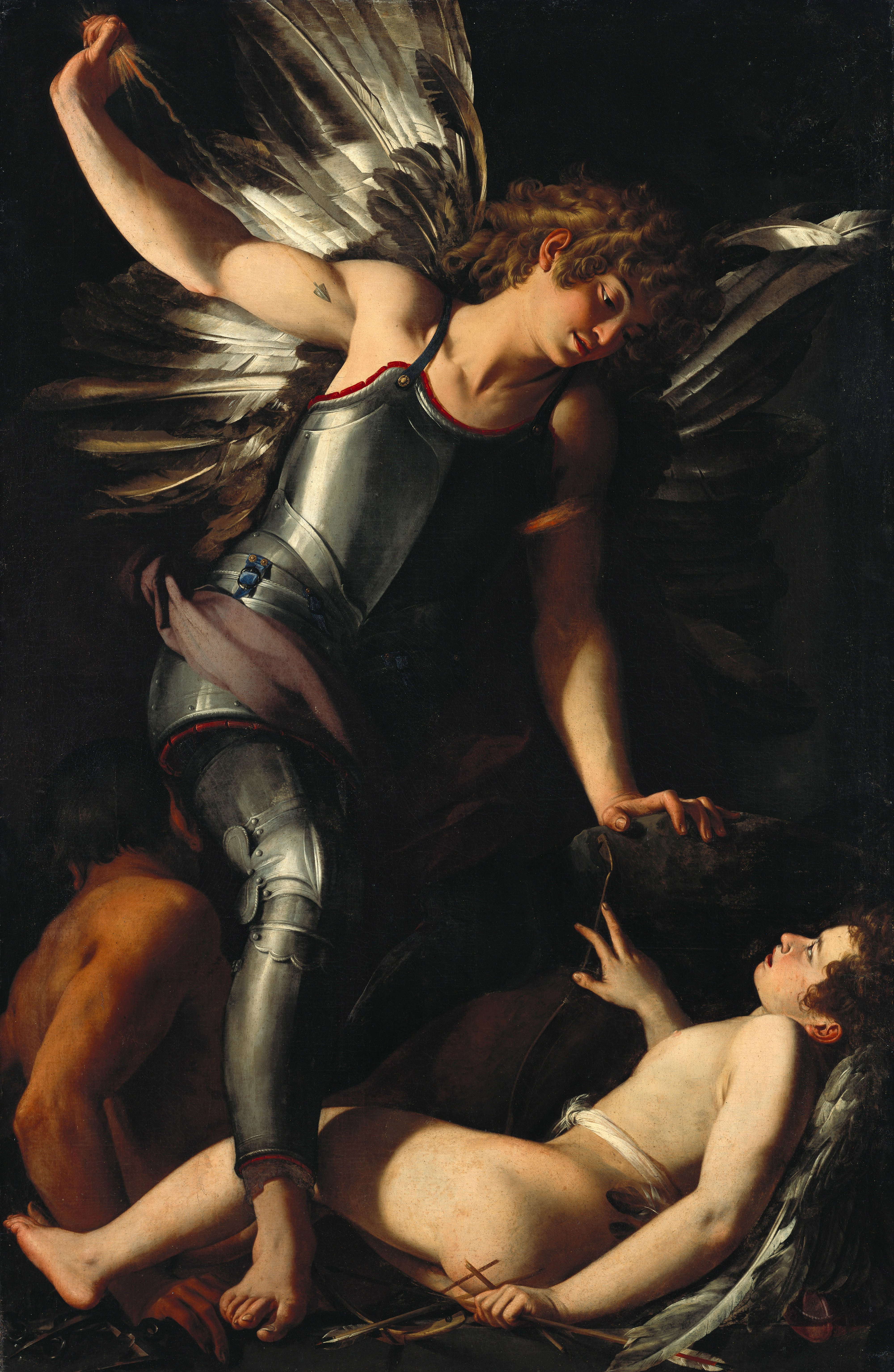
L'Amour divin et l'Amour profane (1602-1603)  ベルリン美術館
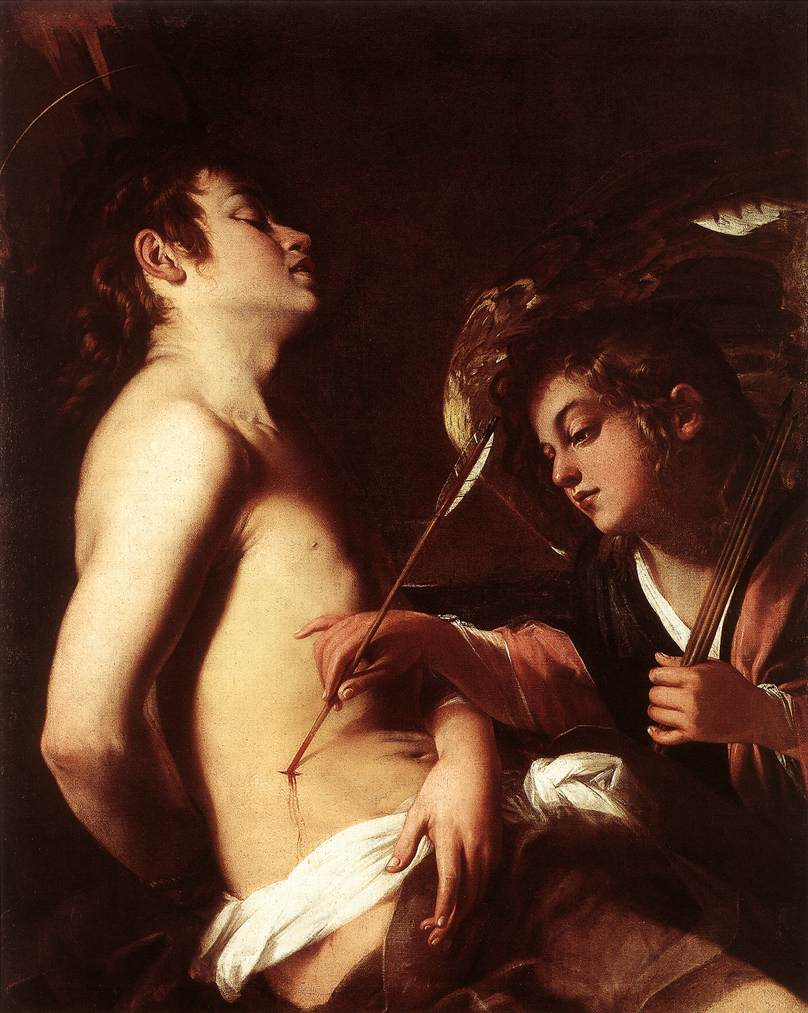
Saint Sébastien soigné par un ange, 個人蔵
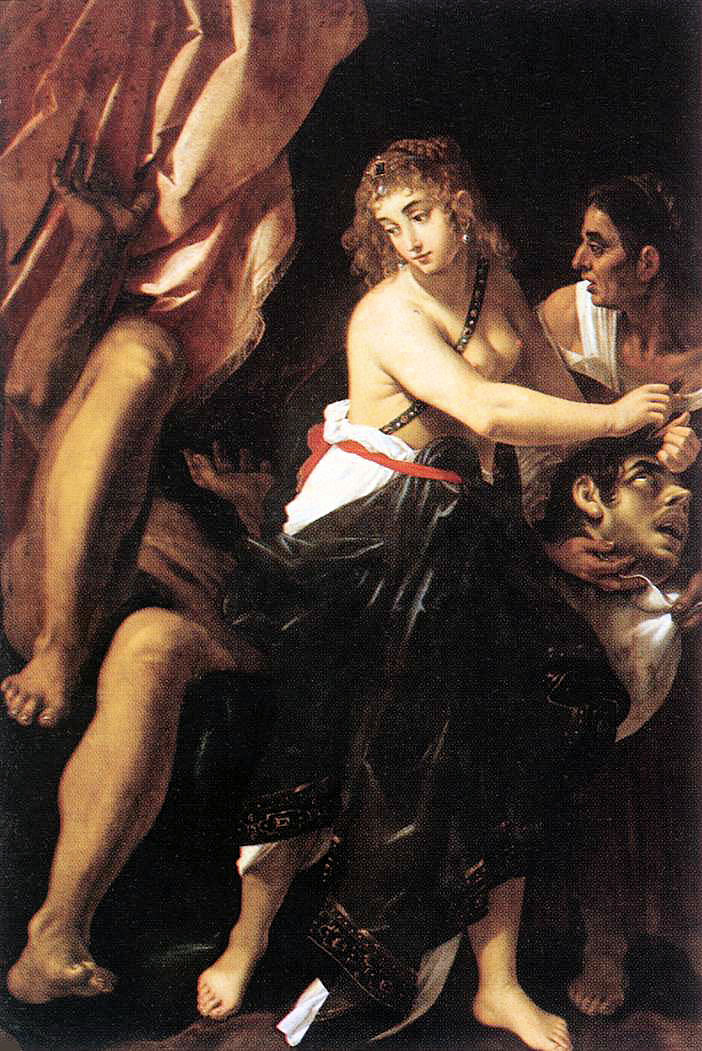
Judith et Holopherne, 1608, ボルゲーゼ美術館
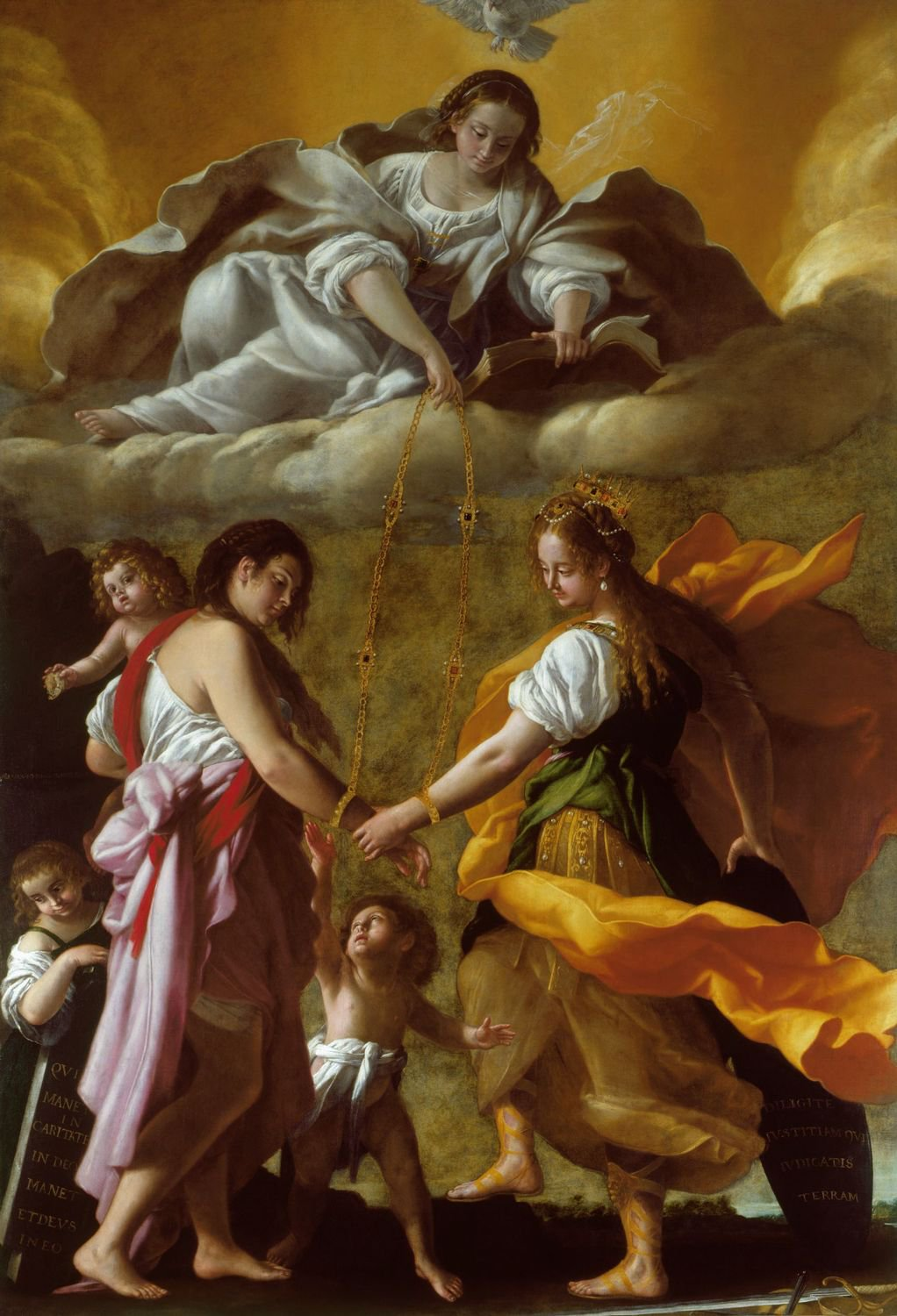
An Allegory of Charity and Justice Reconciled,1622,ロイヤル・コレクション,ウィンザー城
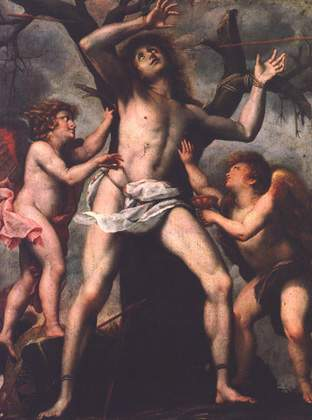
San Sebastiano soigné par deux anges, 1624,　サン・ジェーミニの聖堂
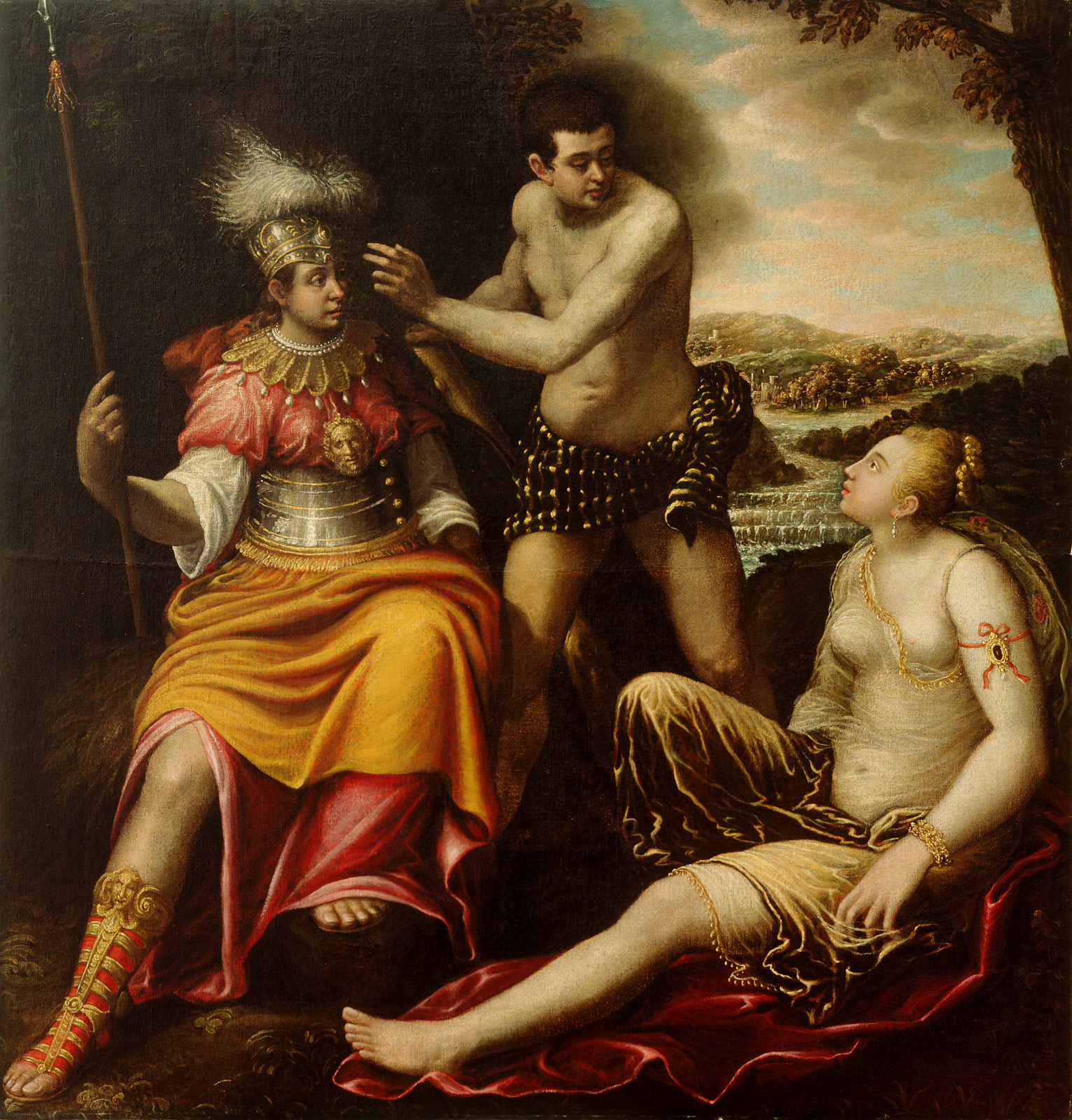
Hercule, 1640-1642,リュブリャナの国立美術館
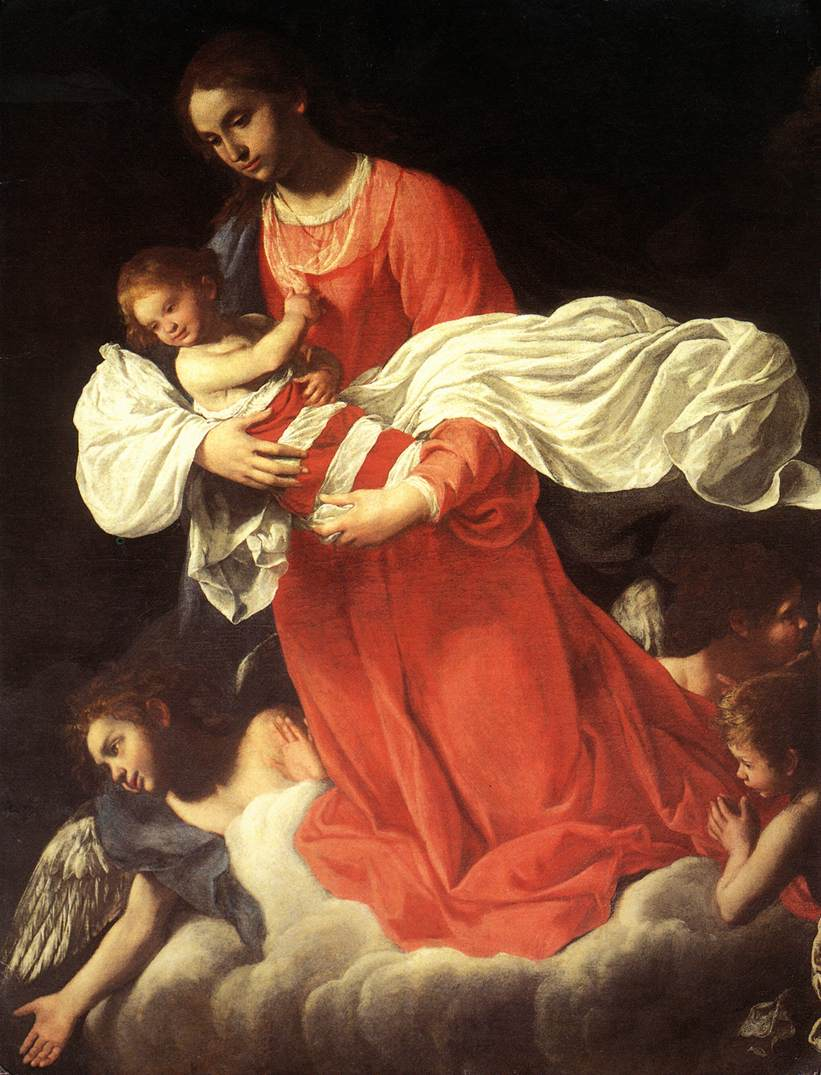
聖母子像、ロイヤル・コレクション,ウィンザー城

## 著作
- Le nove chiese di Roma (The nine churches of Rome:1639)[3]
- Le Vite de' Pittori, scultori, architetti, ed Intagliatori dal Pontificato di Gregorio XII del 1572. fino a' tempi de Papa Urbano VIII. nel 1642 (The Lives of Painters, Sculptors, Architects and Engravers, active from 1572–1642 :1642).